# Carlo Pietrangeli
Carlo Pietrangeli (geboren am 20. Oktober 1912 in Rom; gestorben am 23. Juni 1995 ebenda) war ein italienischer Klassischer Archäologe und Kunsthistoriker. Von 1978 bis 1995 war er Generaldirektor der Vatikanischen Museen, Monumente und Sammlungen.

## Leben
Carlo Pietrangeli wurde 1934 bei Giulio Quirino Giglioli an der Universität La Sapienza mit einer Arbeit über antike Topographie laureiert. Im Anschluss war er Assistent am Lehrstuhl für Restaurierung an der Fakultät für Architektur. Zudem gehörte er zum Mitarbeiterstab Gigliolis bei der Vorbereitung der 1937 eröffneten Mostra Augustea della Romanità, der Ausstellung zur Feier des 2000. Geburtstags von Augustus, dem ersten römischen Kaiser, welche als Vorbild des neuen faschistischen Italiens konzipiert wurde. Im Jahr 1938 trat er als Inspektor in die Altertümerverwaltung der Stadt Rom ein, bei der er bis zu seinem altersbedingten Ausscheiden 1977 angestellt war. Anfang der 1950er Jahre wurde er Direktor des Museo di Roma, dessen Umzug in den Palazzo Braschi er organisierte. Ende der 1950er Jahre war er Direktor der Kapitolinischen Museen und stieg im Anschluss bis zum Leiter der Altertümerverwaltung Roms auf. Ab 1955 lehrte er zudem als Privatdozent antike Topographie an der Universität La Sapienza.
Nach seiner Pensionierung berief ihn Papst Johannes Paul I. im Jahr 1978 zum Generaldirektor der vatikanischen Monumente, Museen und Galerien. Die bedeutenden Bestände an ägyptischer, etruskischer, griechischer und römischer Kunst ordnete er ebenso neu wie die Sammlungen neuzeitlicher Kunst von der Renaissance bis zur Moderne. Zudem ließ er umfangreich unter seiner Verwaltung stehende Museen und Monumente restaurieren. Vor allem aber wurden unter seiner Verantwortung von 1982 bis 1994 die Deckenfresken der Sixtinischen Kapelle und Anfang der 1990er Jahre die Fresken in der Papstkapelle Sancta Sanctorum der Lateranbasilika restauriert.
Pietrangeli hat über 500 Artikel und wissenschaftliche Werke verfasst. In der Nachfolge von Carlo Galassi Paluzzi leitete er die Reihe Chiese di Roma illustrate, darüber hinaus die Guide Rionali di Roma. Viele Jahre war er außerdem Redakteur bei der Monatszeitschrift der Stadt Rom Capitolium. Er war Mitglied der Pontificia Accademia Romana di Archeologia, deren Präsident er von 1974 bis 1983 und von 1991 bis 1995 war, Ehrenmitglied der Päpstlichen Akademie der Wissenschaften ab 1982, zudem Mitglied der Accademia Nazionale dei Lincei ab 1983. 1990 erhielt er den Preis Cultori di Roma des Istituto nazionale di studi romani, dessen Mitglied er ebenfalls war.

## Publikationen (Auswahl)
- La famiglia di Augusto. Rom 1938.
- Spoletium (Spoleto): Regio VI, Umbria. Istituto di studi romani, Rom 1939.
- L’arco di Traiano a Benevento. Istituto Geografico de Agostini, Novara 1947.
- Museo Barracco di scultura antica. Guida. Atel, Rom 1949.
- Palazzo Braschi. Istituto di studi romani, Rom 1958.
- Scavi e scoperte di antichità sotto il pontificato di Pio VI. Istituto di studi romani, Rom 1958.
- La Pontificia Accademia romana di archeologia. Note storiche. "L’Erma" di Bretschneider, Rom 1983.
- I musei vaticani. Cinque secoli di storia. Quasar, Rom 1985.
- Aspetti artistici della Casina Pio IV: sede della Pontificia Accademia delle scienze. Pontificia Academia Scientiarum, Vatikanstadt 1987.
- Santa Maria Maggiore a Roma. Nardini, Florenz 1988.
- Il Palazzo Apostolico Lateranense. Nardini, Florenz 1991.
- Scritti scelti. Quasar, Rom 1995 (Sammlung herausragender Aufsätze samt einer Bibliographie zu den Schriften von Carlo Pietrangeli).